# نولای، سریا

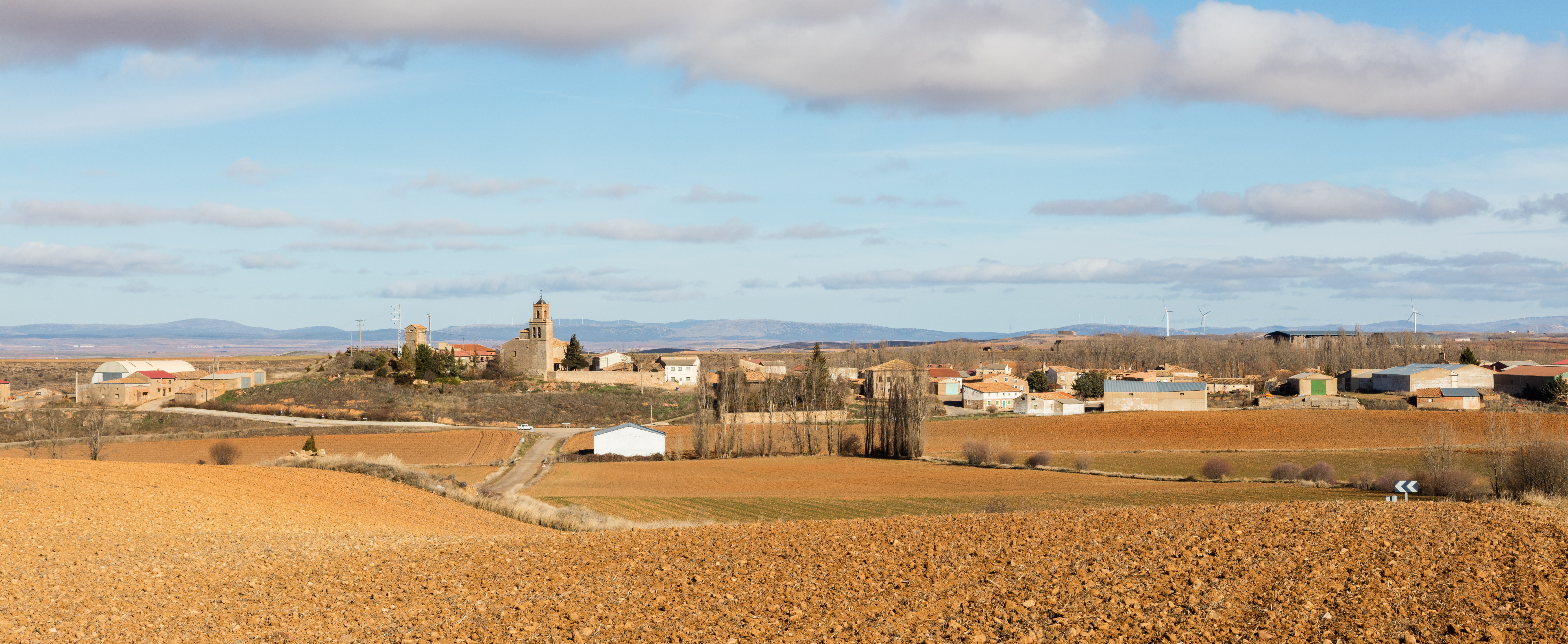
نمایی از منطقه مسکونی نولای، سریا در بخش خودمختار کاستیا و لئون در کشور اسپانیا - ۲۰۱۵

نولای، سریا (اسپانیایی: Nolay, Soria‎) یک منطقه مسکونی در استان سریا در بخش خودمختار کاستیا و لئون در کشور اسپانیا است.